# Maja Ognjenović
Pour les articles homonymes, voir Ognjenovic.
Maja Ognjenović est une joueuse de volley-ball serbe née le 6 août 1984 à Zrenjanin. Elle mesure 1,83 m et joue au poste de passeuse. Elle totalise 226 sélections en équipe de Serbie.

## Biographie
En juillet 2024, elle est nommée porte-drapeau de la délégation de Serbie aux Jeux olympiques d'été de 2024 en compagnie du joueur de water-polo Dušan Mandić.

## Clubs
| Club                      | De        | À         |
| ------------------------- | --------- | --------- |
| OK Postar Zrenjanin       |           | 2002-2003 |
| Étoile Rouge              | 2003-2004 | 2004-2005 |
| Postar 064 Belgrade       | 2005-2006 | 2005-2006 |
| CSU Metal Galați          | 2006-2007 | 2007-2008 |
| Giannino Pieralisi Volley | 2008-2009 | 2008-2009 |
| Eczacıbaşı İstanbul       | 2009-2010 | 2009-2010 |
| Olympiakos Le Pirée       | 2010-2011 | 2010-2011 |
| Dinamo Azotara            | déc 2011  | jan 2012  |
| Volley Modena             | jan 2012  | mai 2012  |
| Impel Wrocław             | 2012-2013 | 2012-2013 |
| PSPS Chemik Police        | 2013-2014 | 2014-2015 |
| River Volley Piacenza     | 2015-2016 | 2015-2016 |
| Eczacıbaşı İstanbul       | 2016-2017 | 2017-2018 |
| Dinamo Moscou             | 2018-2019 | 2018-2019 |
| Vakıfbank İstanbul        | 2019-2020 | …         |

## Palmarès

### Équipe nationale
- Jeux olympiques
  -  2016 à Rio de Janeiro.
- Championnat du monde
  - Vainqueur : 2018.
- Championnat d'Europe
  - Vainqueur : 2011, 2019.
  - Finaliste : 2007.
- Coupe du monde
  - Finaliste : 2015.
- Ligue européenne
  - Vainqueur : 2010, 2011.

### Clubs
- Championnat du monde des clubs
  - Vainqueur : 2016.
- Coupe de la CEV
  - Vainqueur : 2018.
- Challenge Cup
  - Vainqueur : 2009.
- Championnat de Serbie-et-Monténégro
  - Vainqueur : 2004, 2006.
  - Finaliste : 2005.
- Coupe de Serbie-et-Monténégro
  - Finaliste : 2004.
- Championnat de Roumanie
  - Vainqueur: 2007, 2008.
- Coupe de Roumanie
  - Vainqueur : 2007, 2008.
- Championnat de Grèce
  - Finaliste : 2011.
- Coupe de Grèce
  - Vainqueur :2011.
- Coupe de Pologne
  - Vainqueur : 2014.
  - Finaliste : 2015.
- Championnat de Pologne
  - Vainqueur : 2014, 2015.
- Coupe d'Italie
  - Finaliste : 2016.
- Championnat d'Italie
  - Finaliste : 2016.
- Coupe de Turquie
  - Finaliste : 2018.
- Championnat de Turquie
  - Finaliste : 2018.
- Supercoupe de Turquie
  - Finaliste : 2019, 2020.
- Supercoupe de Russie
  - Vainqueur : 2018.
- Coupe de Russie
  - Vainqueur : 2018.
- Championnat de Russie
  - Vainqueur : 2019.

### Distinctions individuelles
- Championnat d'Europe de volley-ball féminin 2007: Meilleure passeuse[5].
- Challenge Cup féminine 2008-2009: Meilleure passeuse.
- Ligue européenne de volley-ball féminin 2010: Meilleure passeuse.
- Ligue européenne de volley-ball féminin 2011: Meilleure passeuse.
- Championnat d'Europe de volley-ball féminin 2011: Meilleure passeuse.
- Ligue européenne de volley-ball féminin 2012: Meilleure passeuse.
- Ligue des champions de volley-ball féminin 2014-2015 : Meilleur passeuse[6]
- Championnat d'Europe de volley-ball féminin 2015: Meilleure passeuse[7]
- Championnat d'Europe de volley-ball féminin 2019: Meilleure passeuse.